# 1282
1282. је била проста година.

## Догађаји

### Март
- 31. март — У побуни Сицилијанаца против француске власти побијени сви Французи на острву.

### Април
- 18. новембар — Папа Мартин IV је екскомуницирао арагонског краља Переа III.

### Децембар
- Википедија:Непознат датум — Дежевски споразум

## Рођења
- 1. април — Лудвиг IV Баварски, немачки краљ и цар Светог римског царства (†1347)

## Смрти
- 11. децембар — Михајло VIII Палеолог, византијски цар